# Amalaberga
Amalaberga (nacida a finales del siglo V o principios del VI) fue una princesa ostrogoda casada 
con Hermanfredo, rey de los turingios (r. 506/510-531) y por ello reina consorte. Era hija de Amalafrida y nieta de Teodomiro, rey de los ostrogodos.

## Historia
Amalaberga era hija de Amalafrida, hija de Teodomiro, rey de los ostrogodos, y hermana de  Teodato. Descendía del linaje sagrado de los Amales. Su padre es desconocido, pero su tío era Teodorico el Grande, que ensalzó su espíritu y su cultura. Se casó, entre 507 y 511, con Hermanfredo, rey de los turingios. Tuvieron un hijo llamado Amalafredo y una hija, Rodelinda, quien se casó con el rey lombardo Alduino. Según Procopio, después de la muerte de Hermanfredo huyó con sus hijos donde su hermano Teodato, que era en ese momento (534-536) el rey de los ostrogodos.